# Magical B.T.
Magical B.T. ( 魔少年ビーティー ?, Mashōnen bītī) è una raccolta di manga one-shot di Hirohiko Araki. Esordendo nel 1982 sulla rivista Fresh Jump in un capitolo che avrebbe dovuto essere autoconclusivo, il personaggio di B.T. piacque tanto ai lettori che Araki sviluppò una breve serie a lui dedicata, poi raccolta in un unico volume. In Italia è stato pubblicato da Star Comics nel 2002.

## Trama
Il timoroso Koichi ripercorre tutte le sue avventure con il singolare compagno di scuola B.T.: dal primo incontro sino alle imprese meno virtuose come il furto di un fossile dal museo cittadino. B.T. Si presenta all'amico come un bambino solitario, allevato dalla nonna e con una grande passione per i giochi di prestigio. Proprio grazie alla sua abilità nella prestidigitazione e a una grande astuzia, B.T. porta a termine vendette scolastiche, imprese personali e fughe da individui criminali o pericolosi.

## Riferimenti
Il personaggio di B.T., presentato precedentemente in Italia nel capitolo contenuto nella raccolta Gorgeous Irene, è – nonostante la giovane età – un personaggio privo di alcun allineamento morale. Alcune sue caratteristiche lo rendono inoltre prototipo di figure sviluppate successivamente da Araki nella serie delle Le bizzarre avventure di JoJo: i giochi di prestigio lo collegano a Joseph Joestar, mentre la sua malizia lo avvicina a Dio Brando.

## Manga
| Nº | Titolo italiano Giapponese 「Kanji」 - Rōmaji | Data di prima pubblicazione | Data di prima pubblicazione |
| Nº | Titolo italiano Giapponese 「Kanji」 - Rōmaji | Giapponese                  | Italiano                    |
| 1  | Magical B.T. 「魔少年ビーティー」 - Mashōnen bītī | 1982                        | gennaio 2002                |
| 1  | Capitoli - Il caso del campo estivo - Il caso dello scherzo del morto - Il caso del Signor X - Il caso del ladro di fossili di dinosauro - Il caso dello strano ragazzino con le lentiggini |                             |                             |